# ワン・ファイン・デイ
「ワン・ファイン・デイ」（One Fine Day）は、シフォンズが1963年に発表した楽曲。作詞作曲はキャロル・キングとジェリー・ゴフィン。

## 概要
キャロル・キングとジェリー・ゴフィンは『蝶々夫人』のアリア「ある晴れた日に（Un bel di vedremo）」のタイトルに着想を得て本作品を書いた。元々はリトル・エヴァのために書かれたが、トーケンズのプロデュースによりシフォンズが歌うこととなった。演奏者は以下のとおりである。カール・リンチ（ギター）、ディック・ロモフ（ベース）、キャロル・キング（ピアノ）、ゲイリー・チェスター（ドラムズ）、バディ・サルツマン（ドラムズ）、アーティ・カプラン（サックス）、シド・ジェコースキー（サックス）、ジョー・グリマルディー（サックス）。
1963年5月、シングルA面曲として発売。B面は「内気な私（Why Am I So Shy）」。
同年7月13日付のビルボード・Hot 100で5位を記録し、ビルボードのHot R&B Singlesチャートでは6位を記録した。諸外国のチャートは、イギリスが29位、フランスが18位、ニュージーランドが6位であった。
ローリング・ストーンの選ぶオールタイム・グレイテスト・ソング500（2004年版）では460位にランクされている。

## カバー・バージョン
- ザ・マインドベンダーズ - 1966年のアルバム『The Mindbenders』に収録。
- クリフ・リチャード - 1967年のアルバム『Don't Stop Me Now!』に収録。
- カーペンターズ - 1973年のアルバム『ナウ・アンド・ゼン』に収録。
- シリア・ポール - 1977年のアルバム『夢で逢えたら』に収録。
- リタ・クーリッジ - 1979年のアルバム『Satisfied』に収録。
- スージー・アランソン - 1979年のアルバム『Heart to Heart』に収録。
- キャロル・キング - 1980年5月のシングルでセルフ・カバー。ビルボードHot 100で12位を記録した。同年のアルバム『Pearls: Songs of Goffin and King』に収録。
- リアン・キャロル - 2007年のアルバム『Slow Down』に収録。
- レイチェル・マクファーレン - 2012年のアルバム『Hayley Sings』に収録。
- ベット・ミドラー - 2014年のアルバム『It's the Girls!』に収録。